# Elecciones generales de Granada de 2018
Las elecciones generales de Granada de 2018 tuvieron lugar el 13 de marzo del mencionado año con el objetivo de renovar los 15 escaños de la Cámara de Representantes, con base en cuya composición se integró el Senado, configurando el Parlamento de Granada para el período 2018-2023. Se trató de los novenos comicios que tenían lugar en Granada desde su independencia del Reino Unido en 1974, así como los octavos desde la invastión estadounidense de 1983. Fueron también las decimosextas elecciones bajo sufragio universal en el país. Asimismo, los comicios tuvieron lugar en el trigésimo noveno aniversario de la Revolución Granadina de 1979.
El primer ministro Keith Mitchell, del conservador Nuevo Partido Nacional (NNP), gobernaba sin opositores electos después de haber ganado todos los escaños en 2013. Mitchell buscó un segundo mandato consecutivo en el poder (que sería el quinto luego de su retorno en 2013) y centró su campaña en exaltar el clima favorable con la baja del desempleo y el crecimiento económico registrado durante su período de gobierno. El Congreso Nacional Democrático (NDC), principal partido de la oposición, concurrió liderado por el senador Nazim Burke, que centró su discurso en la reducción de impuestos. La campaña estuvo marcada por el hallazgo de petróleo y gas en territorio marino de Granada, lo que suscitó debates sobre su posible uso comercial. Un día antes de las elecciones, Mitchell anunció públicamente que el gas y el petróleo descubierto era de «enormes cantidades comerciales», lo que representaría «un cambio en las reglas de juego» para el país. Sin embargo, Burke acusó a Mitchell de haber anunciado el descubrimiento estratégicamente el día antes de las elecciones como una propaganda electoral.
En última instancia, el NNP obtuvo una segunda victoria aplastante con el 58,91% de los votos y triunfó en las quince circunscripciones nacionales, revalidando su mandato y gobernando por segunda vez consecutiva sin opositores electos. El NDC obtuvo el 40,53% de los votos, prácticamente estancándose en su resultado de 2013, y ninguno de sus candidatos logró imponerse, la primera vez en su historia que se veía fuera del Parlamento por dos elecciones seguidas. Hubo otros seis partidos y dos candidatos independientes en competencia, y entre todos reunieron únicamente un 0,56% de las preferencias. La participación fue del 73,61% del electorado registrado, representando una brusca caída respecto a 2013, aunque el registro electoral aumentó considerablemente. Dado que el NNP había presentado ocho varones y siete mujeres como candidatos y todos fueron electos, el resultado implicó que Granada pasara a tener el Parlamento con mayor presencia femenina del Caribe anglófono.
Mitchell asumió su cuarto mandato como primer ministro al día siguiente de las elecciones. Dado que el NDC fracasó por segunda vez en obtener escaños, el cargo de líder de la Oposición permaneció vacante y no se designaron representantes opositores al Senado. Sin embargo, en abril de 2020, el parlamentario por Saint George North East, Tobias Clement, desertó del NNP y asumió como independiente, convirtiéndose en líder de la Oposición y designando tres senadores independientes.

## Antecedentes
Las elecciones generales de 2013 resultaron en una victoria arrolladora para el Nuevo Partido Nacional, liderado por Keith Mitchell, que retornó al poder después de solo un mandato en la oposición al imponerse en las quince circunscripciones electorales y obtener, en consecuencia, los 15 escaños de la Cámara de Representantes. El Congreso Nacional Democrático sufrió la peor derrota para un gobierno en funciones y perdió toda su representación. Se trató de la segunda vez que un solo partido obtenía la totalidad de los escaños, después de 1999. Mitchell sucedió al líder del NDC, Tillman Thomas, como primer ministro de Granada. El cargo de líder de la Oposición permaneció vacante ante la ausencia de parlamentarios electos de un partido que no fuera el NNP. No obstante, el Gobernador General Carlyle Glean consideró que el NDC era todavía la principal fuerza de la oposición y designó a tres candidatos del partido (Nazim Burke, Franka Bernardine y George Vincent) como miembros del Senado. Thomas anunció que se retiraría del liderazgo del NDC tras la derrota y, en la siguiente convención del partido el 2 de febrero de 2014, Burke derrotó a Bernardine y en la contienda por el liderazgo.
El segundo gobierno de Mitchell tuvo que abordar el alza del desempleo y la crisis económica que golpeaba al país en el marco de la crisis financiera global, así como abordar las denuncias de corrupción y las críticas al sistema electoral. El año 2016 estuvo marcado por la introducción de una serie de reformas constitucionales que hubieran implicado la introducción de múltiples reformas en el ámbito judicial y electoral. Entre otras cosas, se hubiera convertido a la Corte de Justicia del Caribe en la corte final de apelaciones (reemplazando al Comité Judicial del Consejo Privado en el Reino Unido), habría introducido una Comisión Electoral independiente y un Comité independiente para la demarcación de las circunscripciones electorales y habría establecido la obligatoriedad de que el líder del segundo partido más votado asumiera como líder de la Oposición si un solo partido ganaba la totalidad de los escaños en la Cámara de Representantes. Las enmiendas fueron sometidas a referéndum el 24 de noviembre de 2016, el primer referéndum en la historia de Granada. Sin embargo, el NDC se opuso a las enmiendas y amplios sectores de la población se abstuvieron de votar, provocando su rechazo por amplio margen.
A principios del año 2018, las fuerzas políticas comenzaron a organizarse de cara a la inminente convocatoria electoral. El 29 de enero, durante una concentración de partidarios del NNP en el Estadio Nacional Car Park, Mitchell anunció la disolución del Parlamento y la convocatoria a elecciones generales, tan solo unos dos meses antes de la finalización constitucional del mandato parlamentario. La Gobernadora General Cécile La Grenade confirmó la decisión al día siguiente y el Parlamento fue automáticamente disuelto. El 30 de enero, Mitchell confirmó que las elecciones se realizarían el 13 de marzo, por lo que coincidirían con el aniversario número treinta y nueve de la Revolución de 1979. Fue la segunda vez que un primer ministro decidió realizar las elecciones ese día desde que Ben Jones lo hiciera en 1990. La decisión desató críticas por parte de algunos dirigentes políticos, que la consideraron «insensible» o controversial. Ignronando las críticas, Mitchell declaró que aspiraba a repetir la hazaña de las elecciones de 2013, que esperaba que su partido defendiera con éxito los quince escaños parlamentarios y que creía que la oposición tendría que «trabajar duro» para conseguir un resultado diferente.

## Sistema electoral
| Mapa                    | Circunscripción               | Parlamentarios (2013) | Parlamentarios (2013) | Parlamentarios (2013) |
| ----------------------- | ----------------------------- | --------------------- | --------------------- | --------------------- |
|                         | Carriacou y Pequeña Martinica | Elvin G. Nimrod       |                       | NNP                   |
| Saint Andrew North East | Roland Bhola                  |                       | NNP                   |                       |
| Saint Andrew North West | Yolande Bain-Hordsford        |                       | NNP                   |                       |
| Saint Andrew South East | Emmalin Pierre                |                       | NNP                   |                       |
| Saint Andrew South West | Delma Thomas                  |                       | NNP                   |                       |
| Saint David             | Oliver Thomas Joseph          |                       | NNP                   |                       |
| Ciudad de Saint George  | Nickolas Steele               |                       | NNP                   |                       |
| Saint George North East | Tobias Clement                |                       | NNP                   |                       |
| Saint George North West | Keith Mitchell                |                       | NNP                   |                       |
| Saint George South      | Alexandra Otway-Noël          |                       | NNP                   |                       |
| Saint George South East | Gregory Clarence Bowen        |                       | NNP                   |                       |
| Saint John              | Alvin Martin DaBreo           |                       | NNP                   |                       |
| Saint Mark              | Clarice Modeste-Curwen        |                       | NNP                   |                       |
| Saint Patrick East      | Carl Caton                    |                       | NNP                   |                       |
| Saint Patrick West      | Anthony Boatswain             |                       | NNP                   |                       |

Los comicios se realizaron bajo el texto constitucional instaurado en 1974 y la Ley de Elecciones para la Cámara de Representantes de 1958. Bajo las disposiciones vigentes, Granada era una monarquía parlamentaria en el marco de la Mancomunidad de Naciones, con Isabel II como jefa de estado representada localmente por un Gobernador General, mientras que la jefatura de gobierno residía en un primer ministro y su gabinete dependientes de la confianza del Parlamento. El sistema parlamentario granadino estaba modelado en torno al sistema Westminster, compuesto por una Cámara de Representantes elegida por voto popular y un Senado designado en base a la composición de la Cámara. Las elecciones generales se realizarían cada cinco años, aunque el Parlamento podía ser disuelto para convocar a elecciones anticipadas antes del final del mandato.
Todos los ciudadanos de la Mancomunidad de Naciones con residencia permanente en Granada que fueran mayores de dieciocho años tendrían derecho a voto. El sistema electoral para las elecciones a la Cámara de Representantes sería el escrutinio mayoritario uninominal. El país estaba dividido en quince circunscripciones, cada una de las cuales estaría representada por un miembro del Parlamento elegido a simple mayoría de votos. Todos los electores calificados con domicilio o residencia en el país o residencia durante al menos doce meses inmediatamente antes de la votación y que supieran leer y hablar en inglés con fluidez tendrían derecho a presentarse como candidatos. Quedarían excluidos los que tuvieran una quiebra no liquidada, debieran lealtad a un estado extranjero, fueran declarados mentalmente insanos o pesara sobre ellos una sentencia de muerte o prisión superior a un año, así como determinados funcionarios del gobierno. El potencial candidato debía presentar el aval de seis electores registrados en su circunscripción y un depósito monetario de EC$300. Si el candidato obtenía menos del 12,5% de los votos, el depósito sería entregado al Estado.
El partido político que obtuviera una mayoría en la Cámara de Representantes o lograse reunir los respaldos para gozar de la confianza del cuerpo tendría derecho a formar gobierno, y su líder sería nombrado primer ministro. Al líder del partido con más escaños que no formara parte del gobierno le correspondería el cargo de líder de la Oposición. El Senado sería designado por el Gobernador General después de las elecciones. Se designarían siete senadores nombrados por consejo del primer ministro, tres por consejo del líder de la Oposición y tres independientes por consejo del primer ministro después de haber consultado con grupos de la sociedad.

## Partidos y candidaturas
La nominación de candidatos tuvo lugar el 20 de febrero de 2018. Aunque ocho partidos políticos presentaron candidatos, solo el Nuevo Partido Nacional y el Congreso Nacional Democrático presentaron candidaturas en las quince circunscripciones, siendo además los únicos dos partidos que disputaron suficientes escaños para aspirar a una mayoría absoluta que pudiera permitirles formar gobierno. Nueve de los quince parlamentarios en ejercicio (todos pertenecientes al NNP) se presentaron a la reelección, mientras que el partido postuló una lista de ocho candidatos varones y siete mujeres, el mayor número de candidaturas femeninas presentadas por un partido político en la historia del país. Algunas candidaturas destacadas fueron la de Peter David como aspirante del NNP en Ciudad de Saint George, que había ejercido como parlamentario por dicha circunscripción como candidato del NDC y el NNP había judicializado su candidatura en cada ocasión aduciendo que era ciudadano canadiense. Por fuera del NNP y el NDC, el Partido de Renacimiento de Granada, liderado por Martin Edwards, fue el partido que más candidatos presentó, con cinco circunscripciones disputadas, seguido por el Partido del Progreso que disputó tres. La mayoría de los candidatos ya habían firmado, a finales de 2017, un «Código de Conducta» que preveía promover un clima de campaña pacífico en los comicios.
| Circunscripción               | NNP                     | NDC                | GRP                | TPP                 | GEM               | GPM                | TLP              | GUPM               | Independiente   |
| ----------------------------- | ----------------------- | ------------------ | ------------------ | ------------------- | ----------------- | ------------------ | ---------------- | ------------------ | --------------- |
| Carriacou y Pequeña Martinica | Kindra Maturine-Stewart | Tevin Andrews      |                    | Kerry Velon Simmons |                   |                    |                  |                    |                 |
| Saint Andrew North East       | Kate Skeeter-Lewis      | Terry Hillaire     |                    |                     |                   |                    |                  |                    |                 |
| Saint Andrew North West       | Delma Thomas            | Phillip Alexander  |                    |                     |                   |                    |                  |                    |                 |
| Saint Andrew South East       | Emmalin Pierre          | Patrick Simmons    |                    |                     |                   |                    |                  |                    |                 |
| Saint Andrew South West       | Yolande Bain-Hordsford  | Sylvester Quarless |                    |                     |                   |                    |                  |                    | John Fletcher   |
| Saint David                   | Oliver Joseph           | Adrian Thomas      | Junior Francis     |                     |                   |                    |                  |                    | Joslyn Whiteman |
| Ciudad de Saint George        | Peter David             | Claudette Joseph   |                    |                     |                   |                    | Venescia Francis |                    |                 |
| Saint George North East       | Tobias Clement          | Nazim Burke        | Martin Edwards     | Basil Williams      | Earl J. Maitland  |                    |                  |                    |                 |
| Saint George North West       | Keith Mitchell          | Ali Dowden         |                    |                     |                   |                    |                  | Oswald Roger Peter |                 |
| Saint George South            | Nickolas Steele         | Philip Roberts     | Nyasha A. R. Paul  |                     |                   | Terrance Forrester |                  |                    |                 |
| Saint George South East       | Gregory Bowen           | Franka Bernardine  | Dennyka Checkley   | Kevin Peterkin      | Rosemarie Rajwant |                    |                  |                    |                 |
| Saint John                    | Alvin DaBreo            | George Vincent     |                    |                     |                   |                    |                  |                    |                 |
| Saint Mark                    | Clarice Modeste         | Jerome Thomas      |                    |                     |                   |                    |                  |                    |                 |
| Saint Patrick East            | Pamela Moses            | Cecilia Ann John   | Oral James Roberts |                     |                   |                    |                  |                    |                 |
| Saint Patrick West            | Anthony Boatswain       | Joseph Andall      |                    |                     |                   |                    |                  |                    |                 |

## Campaña

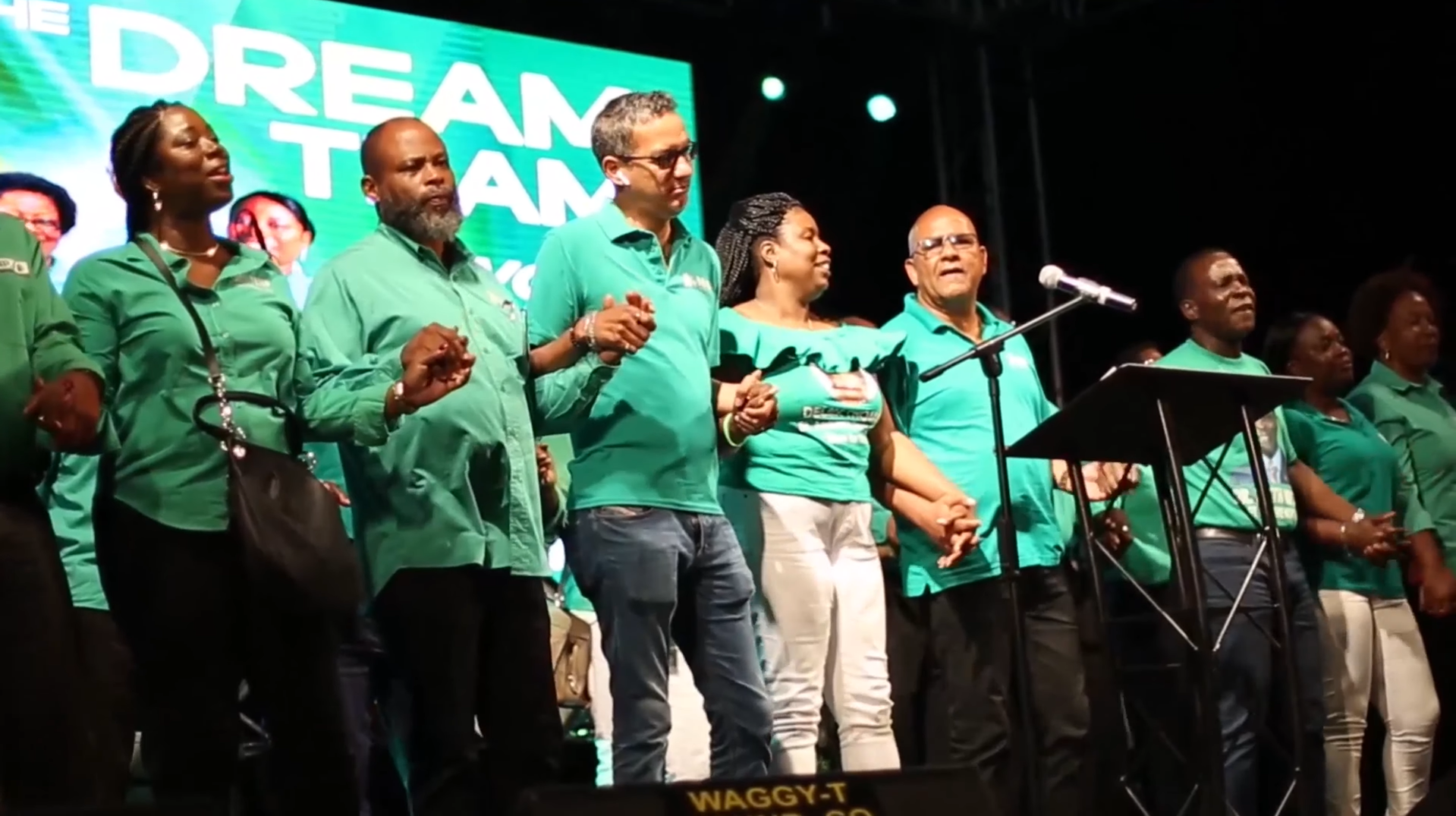
Candidatos del Nuevo Partido Nacional durante un evento de campaña.

El oficialista Nuevo Partido Nacional del primer ministro Keith Mitchell centró su campaña en resaltar los logros económicos y sociales alcanzados durante su anterior mandato de cinco años, enfatizando un crecimiento significativo y la baja del desempleo (defendiendo una baja de casi el 40% en 2013 a un 24% para 2017), y buscando perfilarse como el «garante de la estabilidad» para Granada, comprometiéndose con el desarrollo sostenible y mantener la confianza de los inversores extranjeros. Mitchell defendió su historial de conservadurismo fiscal y la mayor parte de la propaganda oficialista estuvo abocada a resaltar un cuadro económico positivo. El partido lanzó su manifiesto el 2 de marzo, en una concentración en el Trade Centre Annex, presidida por el propio Mitchell. El documento, titulado «Keep Moving» (del inglés: «Sigamos Avanzando»), prometió continuar con políticas de apoyo a sectores clave como la agricultura, el turismo, la educación y la salud, así como la implementación de un esquema de pensiones y un seguro de salud nacional. El NNP también recordó a los votantes el caos económico que había caracterizado la administración del NDC presidida por Tillman Thomas, anticipando la necesidad de mantener el rumbo económico para evitar volver a la situación anterior. En sus comparecencias ante los medios de comunicación, Mitchell expresó reiteradamente su confianza en reeditar el triunfo de 2013, afirmando que las encuestas internas del partido garantizaban un triunfo «en todos los estamentos de la sociedad granadina».
Por su parte, el opositor Congreso Nacional Democrático, liderado por el senador Nazim Burke, hizo campaña con el eslogan «Poniendo al Pueblo Primero» y centró su discurso en cuestionar el éxito de las políticas económicas de la administración del NNP, acusando al gobierno de corrupto y falto de visión y destacando la necesidad de un enfoque «más centrado en las personas» para abordar los desafíos que enfrentaba Granada. El partido lanzó su manifiesto, titulado «La Carta de la Oportunidad» («The Opportunity Charter») el 7 de marzo a través de su sitio web, realizando posteriormente una serie de eventos para su lanzamiento físico durante la campaña. Contrarrestado por el discurso económico del oficialismo, el NDC realizó varias promesas en materia de bienestar social, comprometiéndose a reducir la carga fiscal para aumentar los ingresos disponibles de los ciudadanos, implementar un Sistema Nacional de Salud y un Fondo Nacional de Salud, así como construir un nuevo hospital público. El partido también buscó atraer el voto joven prometiendo una mayor participación de la juventud en la toma de decisiones con la creación de Consejos Estudiantiles y un Parlamento Juvenil, así como disponer el nombramiento de al menos tres jóvenes al Senado y la presencia de una persona menor de treinta años en las Juntas Directivas de las empresas estatales.

## Resultados

### Nivel general
|  | 58.91 % |

|  | 40.53 % |

|  | 0.15 % |

|  | 0.09 % |

|  | 0.08 % |

|  | 0.07 % |

|  | 0.04 % |

|  | 0.02 % |

|  | 0.10 % |

|  | 99.54 % |

|  | 0.46 % |

|  | 100.00 % |

|  | 73.61 % |

### Resultados por circunscripción
|  | 52.23 % |

|  | 47.34 % |

|  | 0.43 % |

|  | 99.57 % |

|  | 0.43 % |

|  | 100.00 % |

|  | 71.14 % |

|  | 66.90 % |

|  | 33.10 % |

|  | 99.36 % |

|  | 0.64 % |

|  | 100.00 % |

|  | 75.56 % |

|  | 55.86 % |

|  | 43.18 % |

|  | 0.96 % |

|  | 99.61 % |

|  | 0.39 % |

|  | 100.00 % |

|  | 73.50 % |

|  | 57.87 % |

|  | 42.13 % |

|  | 99.62 % |

|  | 0.38 % |

|  | 100.00 % |

|  | 80.39 % |

|  | 57.05 % |

|  | 42.95 % |

|  | 99.75 % |

|  | 0.25 % |

|  | 100.00 % |

|  | 79.38 % |

|  | 52.77 % |

|  | 46.54 % |

|  | 0.55 % |

|  | 0.14 % |

|  | 99.68 % |

|  | 0.32 % |

|  | 100.00 % |

|  | 73.69 % |

|  | 65.84 % |

|  | 32.16 % |

|  | 2.00 % |

|  | 99.63 % |

|  | 0.37 % |

|  | 100.00 % |

|  | 71.83 % |

|  | 50.77 % |

|  | 48.31 % |

|  | 0.37 % |

|  | 0.33 % |

|  | 0.23 % |

|  | 99.61 % |

|  | 0.39 % |

|  | 100.00 % |

|  | 73.45 % |

|  | 85.81 % |

|  | 13.86 % |

|  | 0.34 % |

|  | 99.56 % |

|  | 0.44 % |

|  | 100.00 % |

|  | 71.28 % |

|  | 59.24 % |

|  | 40.28 % |

|  | 0.23 % |

|  | 0.20 % |

|  | 0.06 % |

|  | 99.55 % |

|  | 0.45 % |

|  | 100.00 % |

|  | 71.72 % |

|  | 56.06 % |

|  | 42.46 % |

|  | 1.37 % |

|  | 0.11 % |

|  | 99.57 % |

|  | 0.43 % |

|  | 100.00 % |

|  | 66.64 % |

|  | 58.99 % |

|  | 41.01 % |

|  | 99.16 % |

|  | 0.84 % |

|  | 100.00 % |

|  | 72.51 % |

|  | 71.83 % |

|  | 28.17 % |

|  | 99.54 % |

|  | 0.46 % |

|  | 100.00 % |

|  | 69.69 % |

|  | 56.58 % |

|  | 42.92 % |

|  | 0.50 % |

|  | 99.64 % |

|  | 0.36 % |

|  | 100.00 % |

|  | 77.47 % |

|  | 56.72 % |

|  | 43.28 % |

|  | 99.58 % |

|  | 0.42 % |

|  | 100.00 % |

|  | 77.13 % |